# Италия на зимних Олимпийских играх 1988
Италия принимала участие в зимних Олимпийских играх 1988 года в Калгари (Канада) в пятнадцатый раз за свою историю и завоевала две золотые, две бронзовые и одну серебряную медали. Сборную страны представляли 16 женщин.

## 01!Золото
- Горнолыжный спорт, мужчины — Томба, Альберто.
- Горнолыжный спорт, мужчины — Томба, Альберто.

## 02!Серебро
- Лыжные гонки, мужчины, 50 км — Маурилио де Цольт.

## 03!Бронза
- Биатлон, мужчины, 4,75 км, эстафета — Вернер Ким, Готтлиб Ташлер, Йоханн Пасслер, Андреас Цингерле.
- Биатлон, мужчины, 20 км — Йохан Пасслер.

## Состав и результаты олимпийской сборной Италии

### Фигурное катание
Спортсменов — 2
| Соревнование  | Спортсмен                     | Обязательный танец | Обязательный танец | Короткая программа/ оригинальный танец | Короткая программа/ оригинальный танец | Произвольная программа/ произвольный танец | Произвольная программа/ произвольный танец | Всего     | Всего |
| Соревнование  | Спортсмен                     | Результат          | Место              | Результат                              | Место                                  | Результат                                  | Место                                      | Результат | Место |
| ------------- | ----------------------------- | ------------------ | ------------------ | -------------------------------------- | -------------------------------------- | ------------------------------------------ | ------------------------------------------ | --------- | ----- |
| Танцы на льду | Роберто Пелиццола Лия Тровати | 135,6              | 10                 | 94,5                                   | 10                                     | 95,9                                       | 10                                         | 20,0      | 10    |